# Parafia św. Jadwigi Królowej w Szczecinie
Parafia pod wezwaniem Świętej Jadwigi Królowej w Szczecinie – parafia rzymskokatolicka należąca do dekanatu Szczecin-Słoneczne, archidiecezji szczecińsko-kamieńskiej, metropolii szczecińsko-kamieńskiej. Mieści się w Szczecinie-Kijewie przy ulicy Orlej.

## Historia
Parafia została erygowana 1 lipca 1997 roku. W ciągu 2 miesięcy zbudowano kaplicę, którą 19 grudnia 1997 poświęcił arcybiskup Marian Przykucki. 

## Proboszczowie
- ks. Emanuel Lose (1997–2021)[2][1]
- ks. Wojciech Zimny (2022 – )[3]

## Galeria

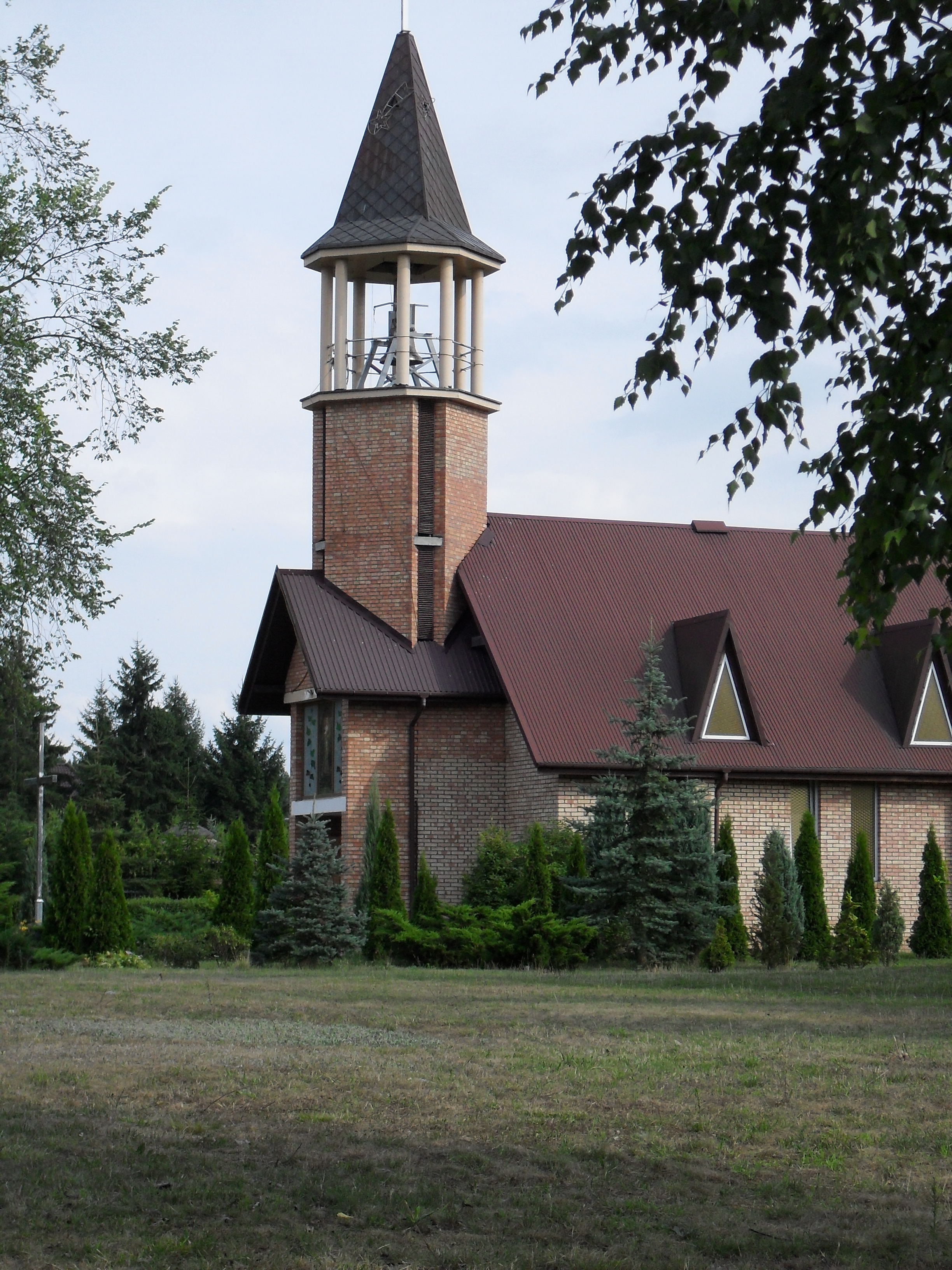
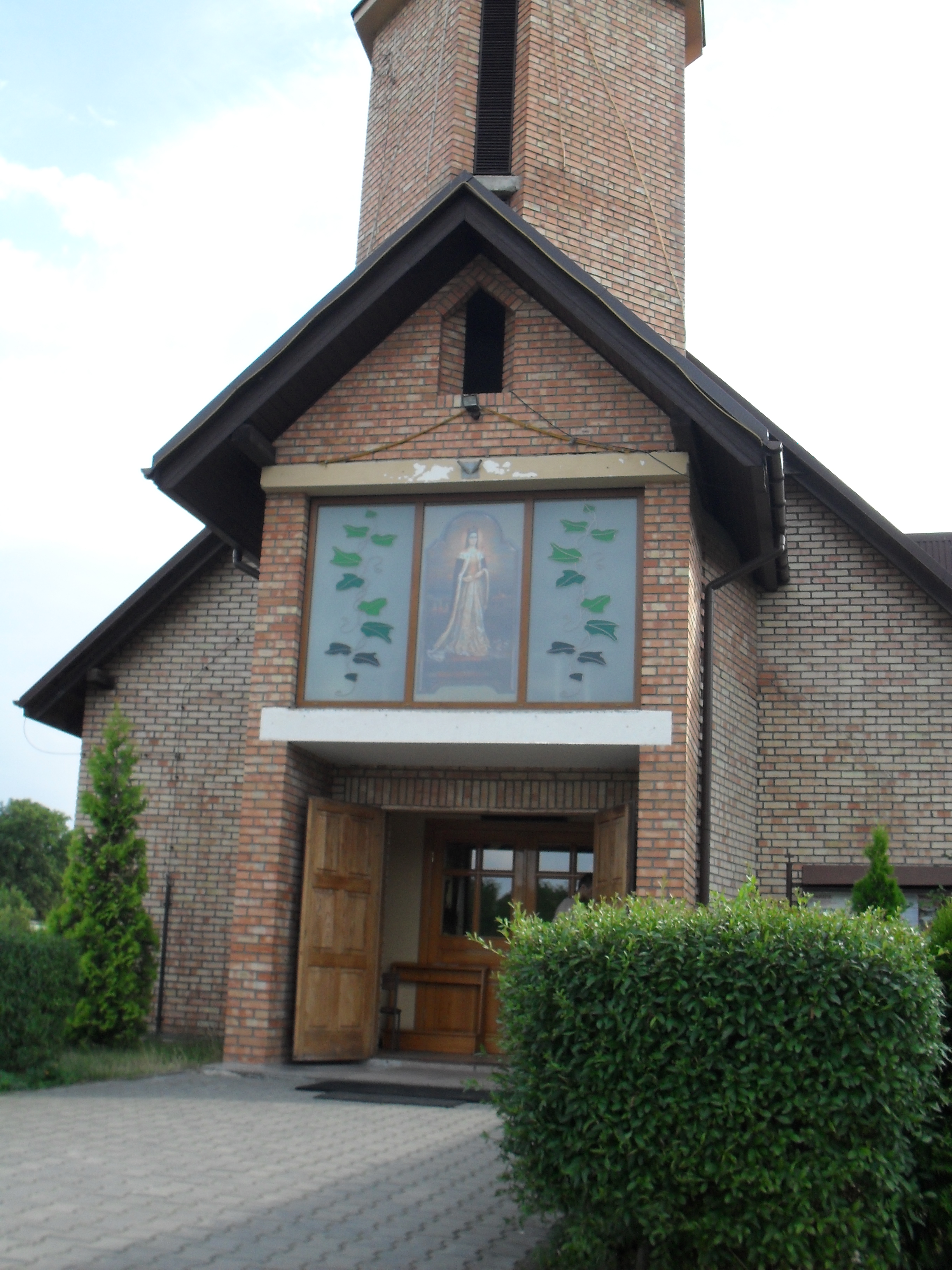
Wejście do kościoła
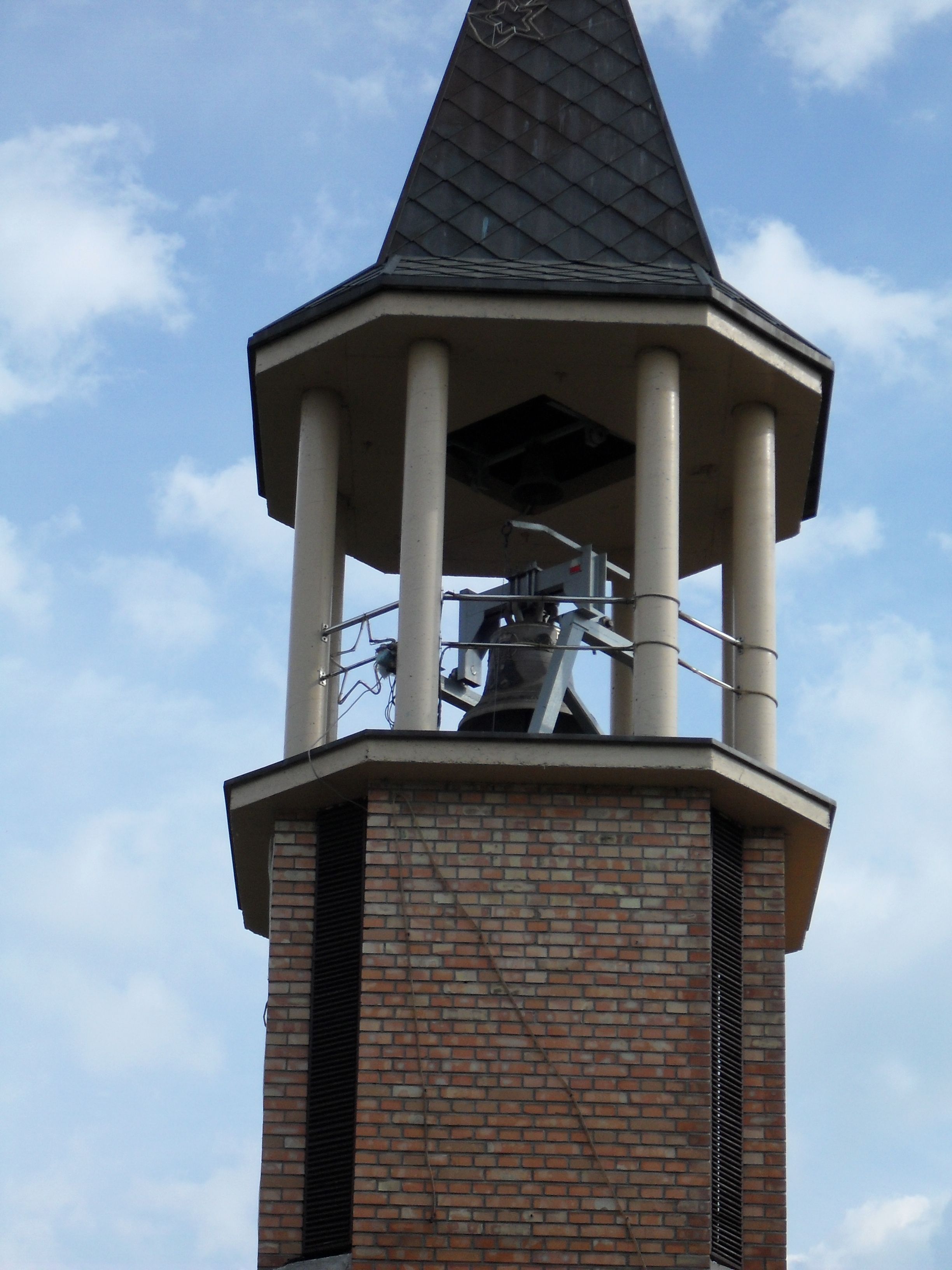
Dzwonnica
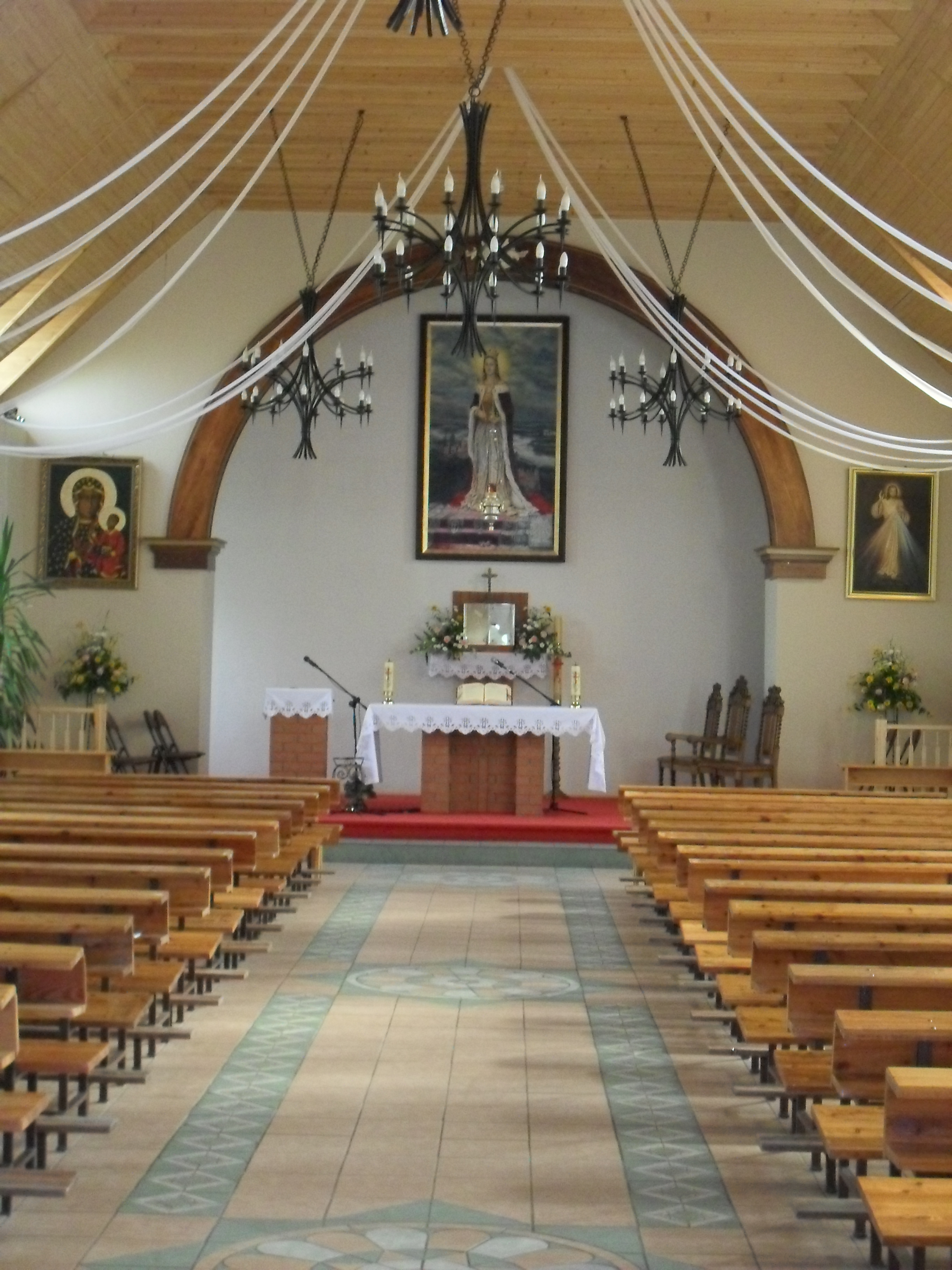
Wnętrze
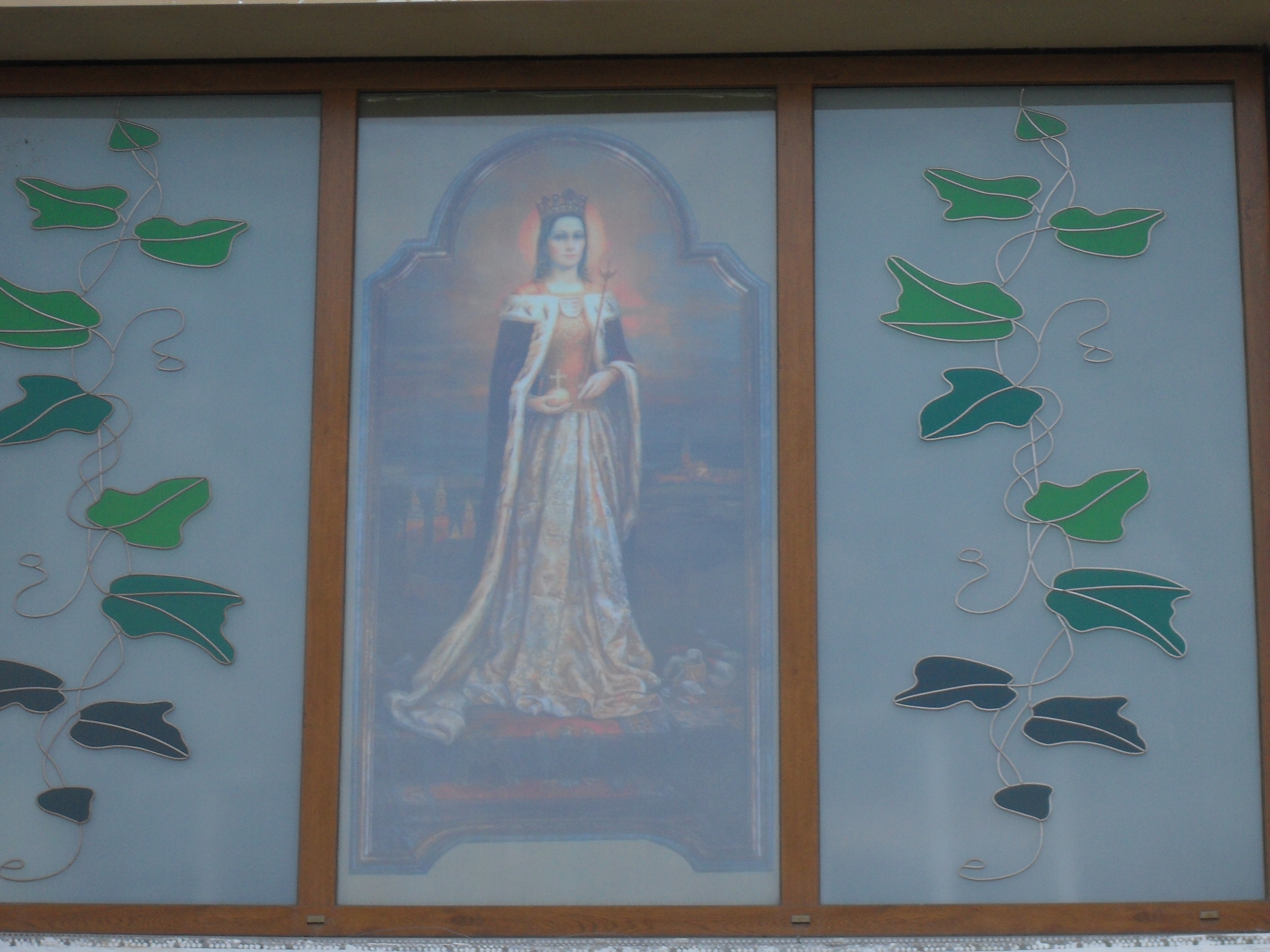
Witraż
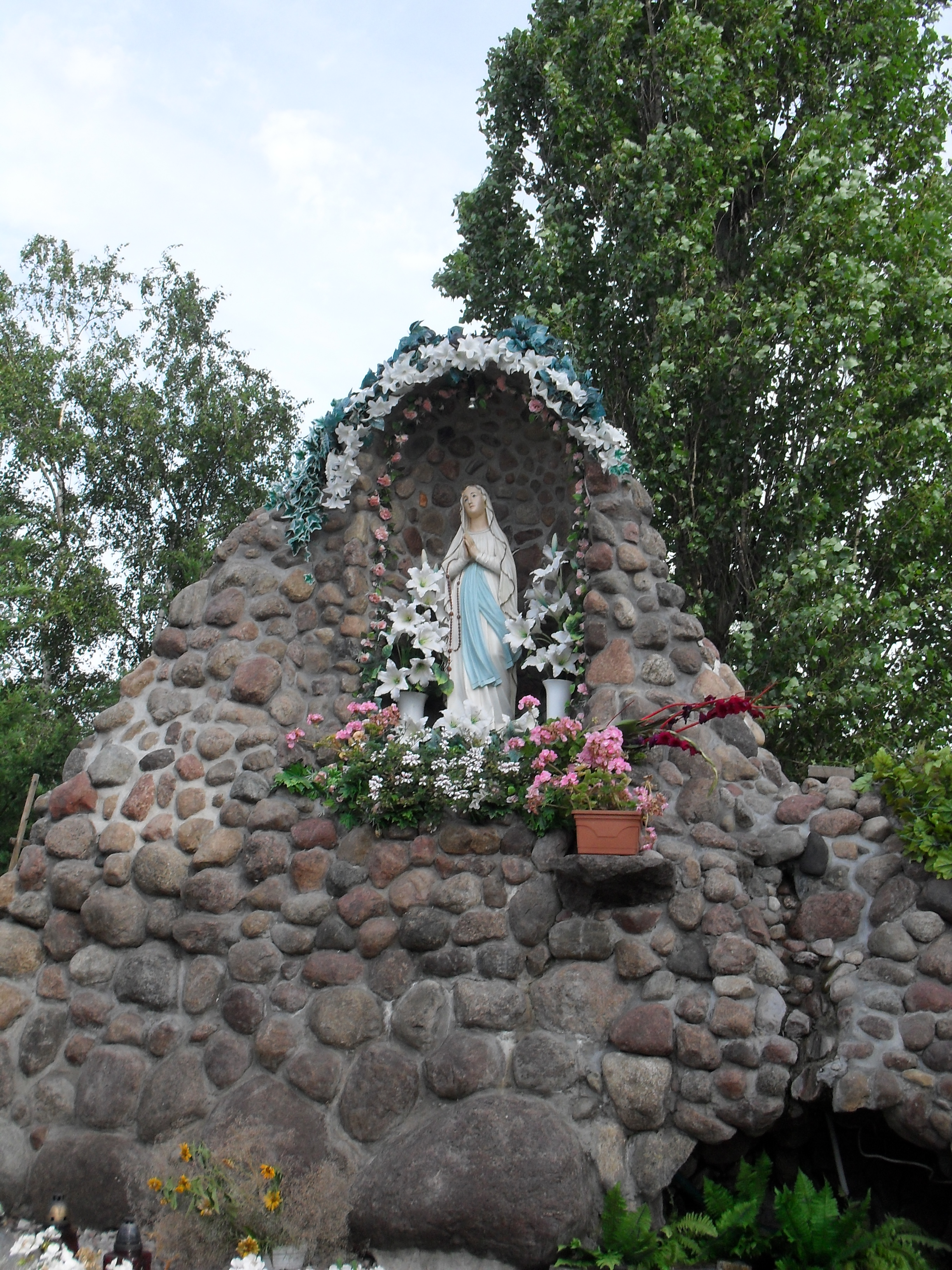
Figura NMP